# Joachim von Kneitlingen
Joachim von Kneitlingen (* um 1500; † 24. April 1552 in Leipzig) war ein Rektor der Universität Leipzig und Kanoniker der Stiftskolegien zu Magdeburg, Halberstadt und Merseburg.

## Familie
Er entstammte der Familie von Kneitlingen, aus der im 14. Jahrhundert mit Tile von Kneitlingen das mögliche Vorbild für die Sagengestalt Till Eulenspiegel stammt.

## Leben
Von Kneitlingens Name erscheint zum ersten Mal 1533 in den Matrikeln der Universität Leipzig, wo er Jura studierte und später als Rechtsgelehrter (Doctor iuris utriusque) und Professor für Latein wirkte. In dieser Eigenschaft übernahm er 1545 und 1549 jeweils im Wintersemester das Amt des Rektors. Zur gleichen Zeit wurde er Mitglied in den Stiftskollegien zu Magdeburg, Halberstadt, Meißen und Merseburg. Ab 1545 stand er ebenfalls in Diensten des Kurfürsten Moritz von Sachsen, für den er Verhandlungen mit Georg von Anhalt führte. Joachim von Kneitlingen starb unerwartet am 24. Mai 1552 und wurde bereits einen Tag später in der Universitätskirche bestattet.

## Epitaph

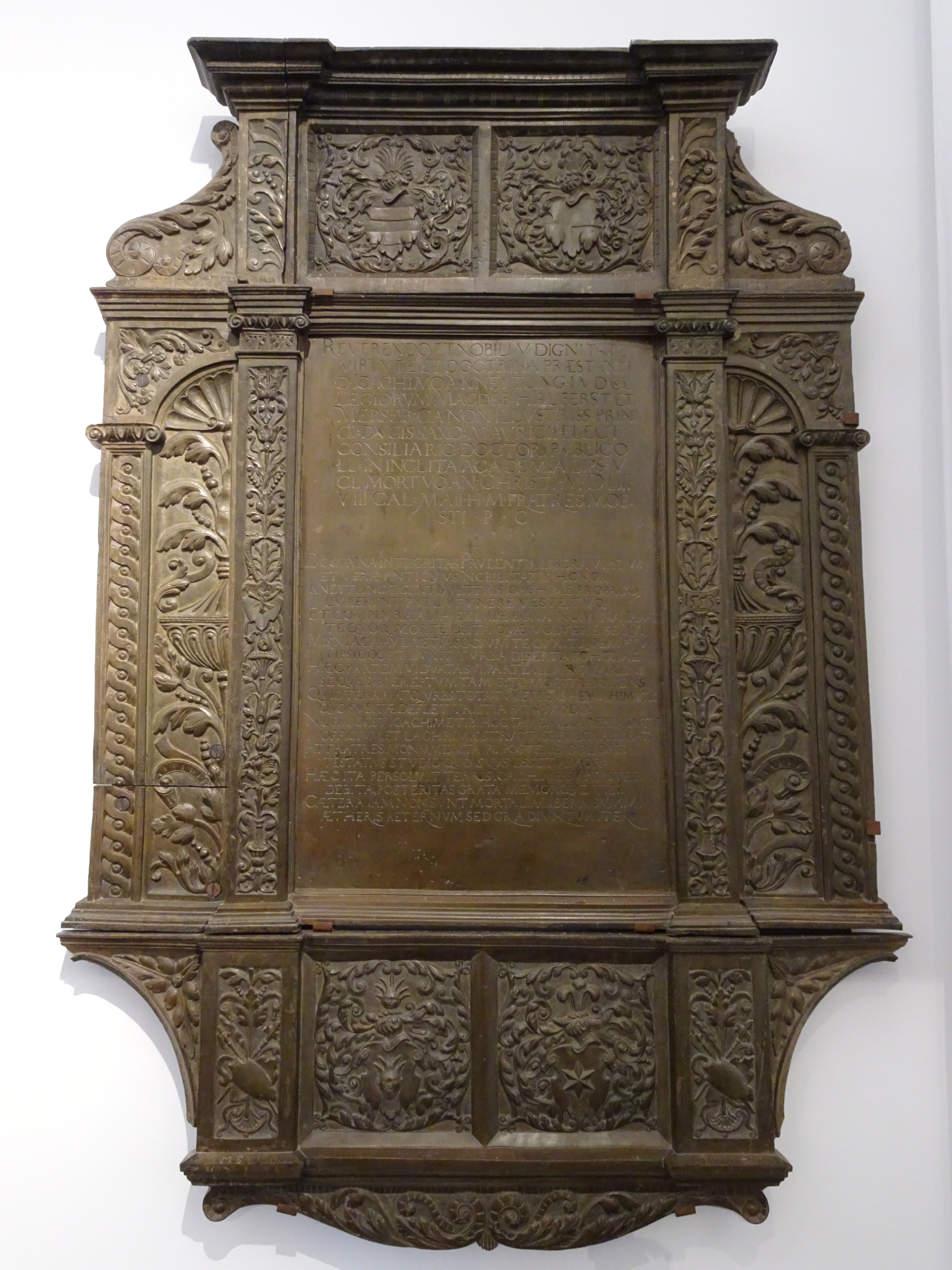
Epitaph für Joachim von Kneitlingen

Das Epitaph besteht aus insgesamt sieben Teilen, die im Bronzeguss ausgeführt sind. Es gliedert sich in eine große Inschriftentafel, zwei Tafeln mit Familienwappen, die darüber und darunter angeordnet sind. Alle drei Tafeln werden an den Seiten von einer Säulenarchitektur eingefasst, die mit Pflanzenornamenten reich verziert ist. Bei den Familienwappen ist davon auszugehen, dass es sich um eine Ahnenprobe handelt. Gesichert ist dabei das Wappen der Familie von Kneitlingen oben links. Danach müssten das Wappen oben links das der Mutter und die beiden unteren Wappen die der Großmütter väterlicher- und mütterlicherseits sein. Gemäß der Inschrift wurde das Epitaph von den Brüdern des Joachim von Kneitlingen errichtet. Kurz vor der Sprengung der Universitätskirche am 30. Mai 1968 konnte das Epitaph gerettet werden. Es befindet sich nunmehr an der Südwand des südlichen Seitenschiffs unterhalb der Schwalbennestorgel.